# Associazione Calcio Messina (1946-1947)
L'Associazione Calcio Messina è stata una società calcistica italiana con sede nella città di Messina. Ha disputato il campionato di Serie C 1946-1947.

## Storia
L'Associazione Calcio Messina venne fondata nel 1946 con la fusione tra l'Associazione Sportiva Messina e l'Associazione Calcio Gazzi, squadre che avevano disputato il precedente campionato di serie C senza riuscire a centrare la promozione nella categoria superiore.
L'Associazione Calcio Messina disputò il girone C della Lega Interregionale Sud della Serie C 1946-1947, terminando al secondo posto, dietro un'altra squadra di Messina, la neopromossa Unione Sportiva Giostra. Ammessa, con i concittadini, nel girone finale a sei squadre per una promozione in Serie B, terminò la stagione al 5º posto, appena dietro il Giostra.
Al termine della stagione l'Associazione Calcio Messina e l'Unione Sportiva Giostra si fusero dando vita all'Associazione Calcio Riunite Messina, società che rappresenterà la città di Messina dei decenni a venire.